# Antonio José Valencia
Antonio José Valencia (10 de maig de 1925) és un exfutbolista bolivià.

## Selecció de Bolívia
Va formar part de l'equip bolivià a la Copa del Món de 1950.